# Memil
Memil är ett nedsättande ord för medelålders man som cyklar fort och hänsynslöst.
Ordet är bildat med det engelska ordet mamil som förlaga, vilket i sin tur är en förkortning för "middle-aged man in lycra", alltså ungefär en medelålders man i åtsittande träningskläder. Det engelska ordet verkar ha sitt ursprung i Australien, och syftade då på en viss typ av manliga simmare. 
Memil togs upp på språkrådets nyordslista för 2012 och kom med i Svenska akademiens ordlista 2015.
Ordet har använts i politisk debatt och av polis för att beskriva ett problematiskt beteende i trafiken samt i allmän debatt om trafikmiljön på cykelbanor.